# Tholera
Tholera là một chi bướm đêm thuộc họ Noctuidae.

## Hình ảnh

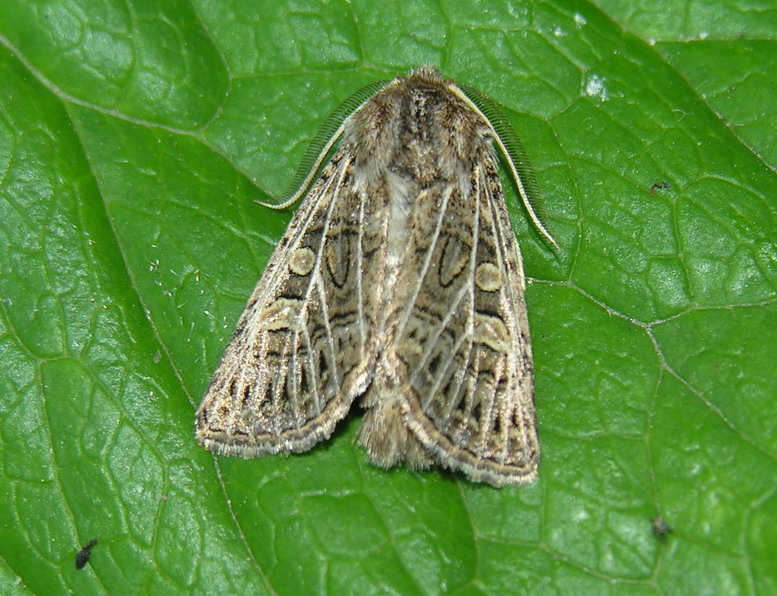

## Các loài
- Tholera americana Smith, 1894
- Tholera cespitis Denis & Schiffermüller, 1775
- Tholera decimalis – Feathered Gothic Poda, 1761
- Tholera gracilis Kostrowicki, 1963
- Tholera hilaris Staudinger, 1901